# Кривошеенко, Милена Евгеньевна
Милена Евгеньевна Кривошеенко — российская футболистка, полузащитница клуба «Зенит» (г. Санкт-Петербург).
С футболом познакомилась в возрасте 3 лет, посещая с родителями домашние игры самарского футбольного клуба «Крылья Советов». В 8 лет, забив 2 мяча на селекционном просмотре в ДФК «Факел», была приглашена в команду мальчиков. Кандидат в мастера спорта (КМС). Победительница первенства России по футболу до 15 лет (2019г) и до 19 лет (2023г.). Бронзовый призёр первенства России по футболу до 13 лет, чемпион Самарской области по футболу до 15 лет, чемпион Самарской области по футболу до 13 лет, чемпион г. Самара по мини-футболу 2017 года, дважды победитель первенства г. Москвы по футболу 2017 года, Серебряный призёр молодёжного первенства России  среди женщин 2023 года. Обладательница международного кубка «Локобол 2016», бронзовый призёр Спартакиады 2021 года[уточнить], лучший игрок Самарской области 2016 и 2017 годов среди девочек до 13 лет, лучший игрок Самарской области 2017 года среди девочек до 15 лет, лучший полузащитник сезона 2021 г. в молодёжного ЖФК «Чертаново», обладатель более 70 медалей разного достоинства как за команды мальчиков, так за команды девочек, неоднократный обладательница индивидуальных наград как лучший игрок, так и лучший игрок на своей позиции, бессменный капитан команд мальчиков ФК «Факел» и СДЮСШОР № 6. Первые тренеры: Рябцов Максим Владимирович и Зайчиков Роман Сергеевич.
Выиграв фотоконкурс, участвовала в предматчевом шоу 8 ноября 2014 матча Футбольной национальной лиги между командами «Крылья Советов» — «Сокол» (2:1).
В 2015 году выступала за команду «Луч» (Чапаевск). В мае 2017 стала победительницей детского творческого конкурса «Юный арбитр», приуроченного к Кубку Конфедераций FIFA 2017.
8 августа 2021 забила гол в матче «Енисей» — «Чертаново» в рамках женской молодёжной лиги.
26 августа 2021 (19 тур) провела первый матч в Суперлиге, выйдя на замену вместо Виктории Дубовой на 71 минуте в матче ЦСКА — «Чертаново» (2:0) и на 89 минуте была заменена на Анастасию Олегину.
В 2022 году перешла в санкт-петербургский «Зенит», где выступает за молодёжную команду и стала серебряным призёром Молодёжной лиги 2023 и бронзовым призёром сезона 2024.

## Клубная статистика
| Выступление      | Выступление      | Выступление      | Лига | Лига | Кубки | Кубки | Еврокубки | Еврокубки | Итого | Итого |
| Клуб             | Лига             | Сезон            | Игры | Голы | Игры  | Голы  | Игры      | Голы      | Игры  | Голы  |
| ---------------- | ---------------- | ---------------- | ---- | ---- | ----- | ----- | --------- | --------- | ----- | ----- |
| Чертаново        | Суперлига        | 2021             | 2    | 0    | —     | —     | —         | —         | 2     | 0     |
| Чертаново        | Итого            | Итого            | 2    | 0    | —     | —     | —         | —         | 2     | 0     |
| Всего за карьеру | Всего за карьеру | Всего за карьеру | 2    | 0    | —     | —     | —         | —         | 2     | 0     |